# 1,1'-ビス(ジフェニルホスフィノ)フェロセン
1,1'-ビス(ジフェニルホスフィノ)フェロセン（1,1'-Bis(diphenylphosphino)ferrocene、DPPF）は有機リン化合物のひとつで、フェロセン骨格上に2個のホスフィン部位を持っている。1,1-ビス(ジフェニルホスフィノ)メタン (DPPM) および 1,2-ビス(ジフェニルホスフィノ)エタン (DPPE) 、BINAP のような他の架橋ジフェニルホスフィンと同様、遷移金属触媒の二座配位子として用いられる。市販品が入手可能である。